# Jerzy Dudek
Jerzy Henryk Dudek (Rybnik; 23 de marzo de 1973), más conocido como Jerzy Dudek, es un exfutbolista polaco que se desempeñaba como guardameta, jugó un total de 368 partidos oficiales entre equipos y con su selección nacional. Fue el héroe en la final de la Liga de Campeones de la UEFA 2004-05 con el Liverpool F. C., deteniendo dos lanzamientos en la tanda de penaltis. Su último club fue el Real Madrid C. F. de la Primera División de España.

## Trayectoria

### Inicios
Nacido en Rybnik, Dudek comenzó a jugar al fútbol a los 12 años para Górnik Knurów. Seis años después, debuta con la absoluta con el Concordia Knurów en tercera división, donde marcó un récord de 416 minutos sin encajar un gol. Dudek solo jugó una temporada en el Ekstraklasa, apareciendo en aproximadamente la mitad de los partidos para Sokół Tychy cuando el club terminó en la mitad de la tabla, haciendo su primera aparición en la competencia contra el Legia Varsovia.

### Feyenoord de Róterdam
Dudek dejó su país en 1996 a la edad de 23 años, uniéndose al Feyenoord, pero tuvo que esperar un año antes de debutar, procediendo a aparecer en todos los partidos de la Eredivisie en las siguientes cuatro campañas combinadas. Ganó el campeonato nacional en 1998-1999 junto con la siguiente edición del Escudo de Johan Cruyff, después de una victoria por 3-2 sobre el Ajax. Dudek ganó la Bota de Oro holandesa en 2000, convirtiéndose en el primer jugador extranjero en ganar el premio. Jugó su último partido con el equipo de Rotterdam contra el Ajax el 26 de agosto de 2001.

### Liverpool F. C.

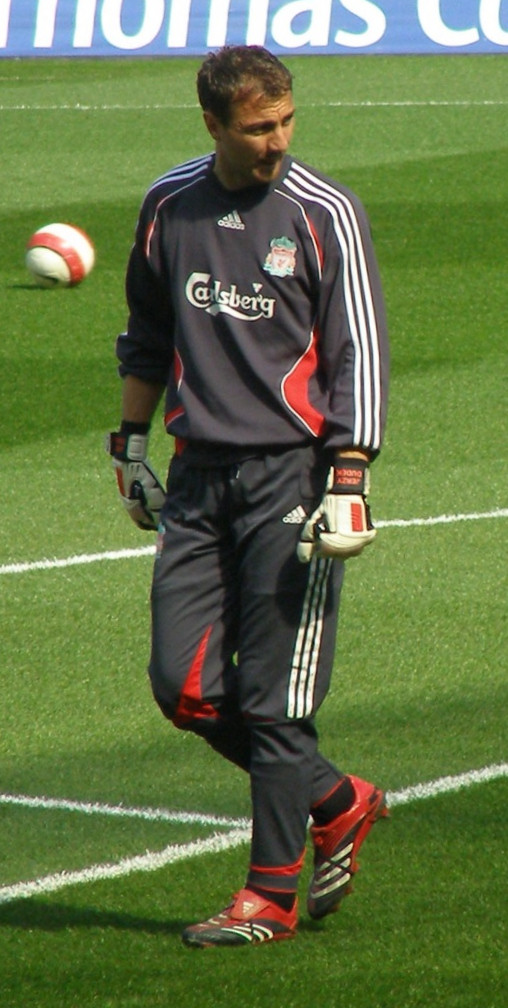
Dudek, antes de un Manchester City-Liverpool en 2007

#### Temporada 2001-02
Dudek y su colega portero Chris Kirkland se unieron al Liverpool a finales de agosto de 2001. A pesar de que el último es el más caro de los dos, el primero reemplazó inmediatamente al portero actual Sander Westerveld como primera opción del entrenador Gérard Houllier y, a continuación, una primera temporada donde sus porterías en 0 y buenas actuaciones ayudaron al club s acabar en segunda posición en la Premier league detrás de Arsenal, fue nominado junto a Oliver Kahn y Gianluigi Buffon para el Premio al Portero del Año de la UEFA.

#### Temporada 2004-05
La siguiente campaña, Dudek se recuperó de una serie de errores en la liga para ganar la Copa de la Liga con un jugador del partido ante el Manchester United en la final. El Papa Juan Pablo II, que fue portero en su juventud, se reunió personalmente con él en 2004, diciendo que era su fan y seguía al Liverpool cuando jugaban; el jugador obsequió al Papa con una camiseta de portero de recuerdo y más tarde dedicaría la victoria del Liverpool en la UEFA Champions League al fallecido pontífice.

#### Temporada 2005-06
Dudek fue un catalizador en 2005 durante la final de la Liga de Campeones en el marco de la victoria del Liverpool ante el Milan en la gran final, donde detuvo un disparo de Andriy Shevchenko del AC Milan al final del tiempo extra del partido, después de que el equipo había recuperado de una desventaja de 0-3 para empatar el partido 3-3. En la tanda de penales, Dudek atajó los disparos de Andrea Pirlo y Shevchenko, guiando al título a su equipo que ganó 3-2. Durante la tanda de penaltis, intentó distraer a los jugadores rivales con la táctica de "piernas espaguetis" que utilizó el ex portero del Liverpool Bruce Grobbelaar en la final de la Copa de Europa de 1984. Siendo campeón de la Copa de Europa por quinta vez, el equipo inglés se quedó con el trofeo y recibió una insignia de ganador múltiple, y se convirtió en el tercer futbolista polaco después de Zbigniew Boniek (con la Juventus) y su compañero portero Józef Młynarczyk (Porto) en ganar la Champions League. también recibió su segunda nominación al Portero del Año; un grupo de fans de Liverpool, "The Trophy Boyz", grabó un sencillo tributo novedoso llamado "Du the Dudek", que se convirtió en un éxito entre los 40 primeros en el Reino Unido. Los beneficios de la venta de la pista fueron para la familia de Michael Shields, un aficionado del club que fue encarcelado en Bulgaria en circunstancias controvertidas después del partido.
Dudek perdió su puesto titular ante la nueva adquisición de Pepe Reina en 2005-06, luego de una lesión en el brazo, y solo hizo 12 apariciones más para los Rojos en las dos temporadas siguientes combinadas (ocho en la liga). A pesar de la controversia al acusar al técnico Rafael Benítez de "tratarlo como a un esclavo", insistió en que no tenía rencores hacia el club ni hacia nadie asociado con él y solo quería irse después de no poder entrar en la selección de Polonia para la Copa del Mundo, pero aun así se quedó. por otro año a petición del gerente. Fue votado por los fanáticos en el número 36 en la lista de "100 jugadores que sacudieron al Kop".
En una encuesta realizada por UEFA.com, la doble parada de Dudek de Shevchenko fue votada como el mejor momento de la Liga de Campeones de todos los tiempos, por delante de la volea con la zurda de Zinedine Zidane contra el Bayer Leverkusen en la final de 2002 y la lesión de Ole Gunnar Solskjær. tiempo ganador contra el Bayern de Múnich en 1999 para el Manchester United.

### Real Madrid C. F.

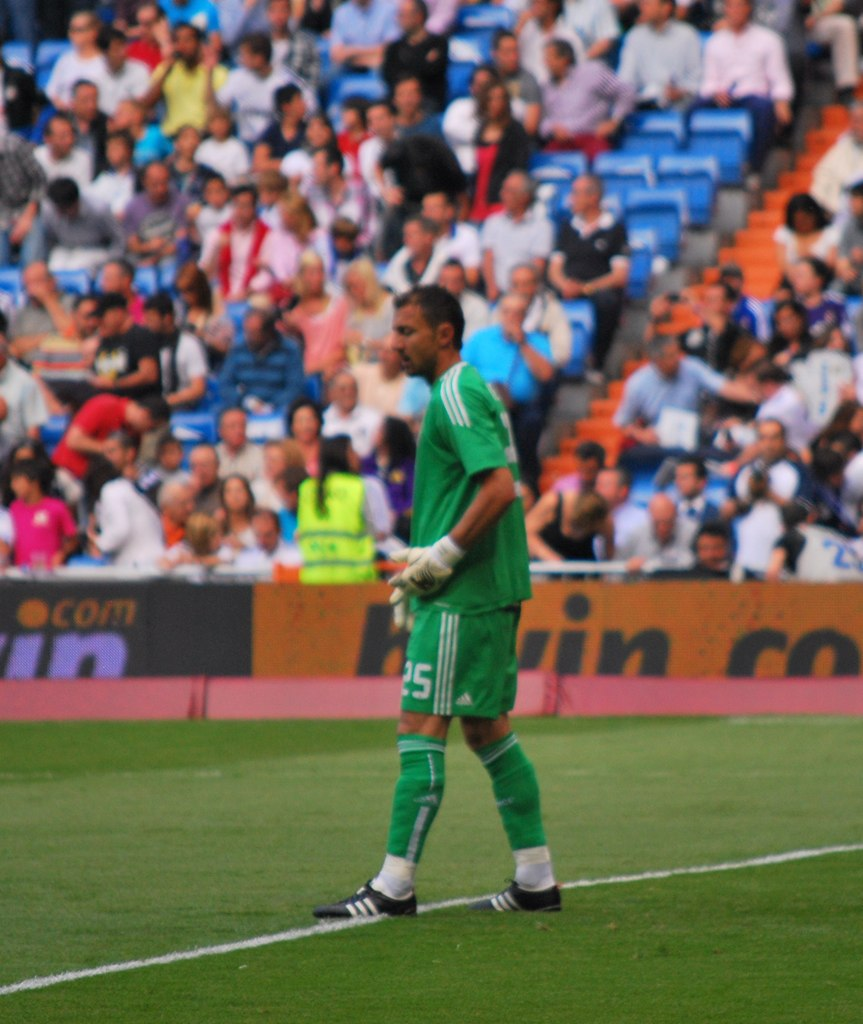
Dudek en su último partido con el Real Madrid

#### Temporada 2008-09
Dudek, de 34 años, se mudó al Real Madrid en la temporada 2007-08, pero sólo jugó en dos partidos de La Liga en cuatro años debido a que era suplente de Iker Casillas. Sin embargo, su actitud y ética de trabajo le valieron elogios de la afición, compañeros, cuerpo técnico y varios periodistas españoles. Su actuación como hombre del partido en su debut, en el penúltimo partido de la temporada contra el Real Zaragoza fue aclamado por la prensa española. En el primer partido de Juan de Ramos como entrenador Real Madrid en diciembre de 2008, Dudek tuvo su debut en la Champions League en la victoria en casa por 3-0 ante el Zenit San Petersburgo, ya que el club ya estaba clasificado de la fase de grupos de la Liga de Campeones, sería su última aparición de la campaña 2008-09.
Debido a las pocas oportunidades que se le daban en Real Madrid; surgieron especulaciones que abundaban sobre la insatisfacción de Dudek y un eventual regreso a final de temporada al Feyenoord, donde buscaría tener más recorrido para poder ser convocado a la selección de Polonia. Sin embargo, no se materializó ningún movimiento y con el excompañero Jordi Codina partiendo para unirse al Getafe, el jugador de 36 años aceptó una nueva extensión de contrato por un año, al tiempo que habló de su satisfacción.

#### Temporada 2009-10
El 27 de octubre de 2009, Dudek vio su primera aparición de la temporada 2009-10 en la primera ronda de la Copa del Rey de ese año en la derrota por 0-4 en la ida contra Alcorcón de Segunda División B, siendo el portero uno de los pocos del lado perdedor que tuvo un buen rendimiento. También estuvo en el partido de vuelta, una victoria insuficiente por 1-0 que dejó al Real Madrid eliminado de la Copa del rey.

#### Temporada 2010-11 y retirada
El 10 de abril de 2010, tras la noticia del accidente aéreo que se cobró la vida de 96 polacos, incluido el presidente de Polonia, Lech Kaczyński y varios altos funcionarios del gobierno, los jugadores del Real Madrid y del Barcelona acordaron a petición de Dudek, dar un minuto silencio para el partido de El Clásico de esa noche. Sus compañeros también acordaron llevar brazaletes negros para el partido.
El 15 de julio de 2010, Dudek aceptó otro contrato de un año para permanecer en el Real Madrid. Como el entrenador José Mourinho fue designado, trabajó con su cuarto entrenador en otras tantas temporadas; el 30 de noviembre fue multado con €5.000 por su participación en la polémica expulsión de sus compañeros Xabi Alonso y Sergio Ramos en el partido de la fase de grupos de la Champions League ante el Ajax.
Dudek hizo su primera salida de 2010-11 en la misma competición, contra Auxerre el 8 de diciembre. Sin embargo, después de hacer dos salvadas impresionantes, vio su acción terminada después de sufrir una lesión en la mandíbula en un choque con el delantero oponente Roy Contout justo antes del descanso. Se le colocó con éxito un dispositivo de fijación intermaxilar y estuvo fuera de servicio durante seis semanas antes de regresar al entrenamiento, y también fue elogiado por su desempeño por el gerente suplente Aitor Karanka.
Dudek fue nombrado suplente en la final de la Copa de España 2010-11, una victoria por 1-0 sobre el Barcelona. Hizo su última aparición con los merengues el 21 de mayo de 2011 en una goleada en casa por 8-1 sobre el Almería, y fue sustituido en el minuto 77 por una guardia de honor de sus compañeros del Real Madrid.

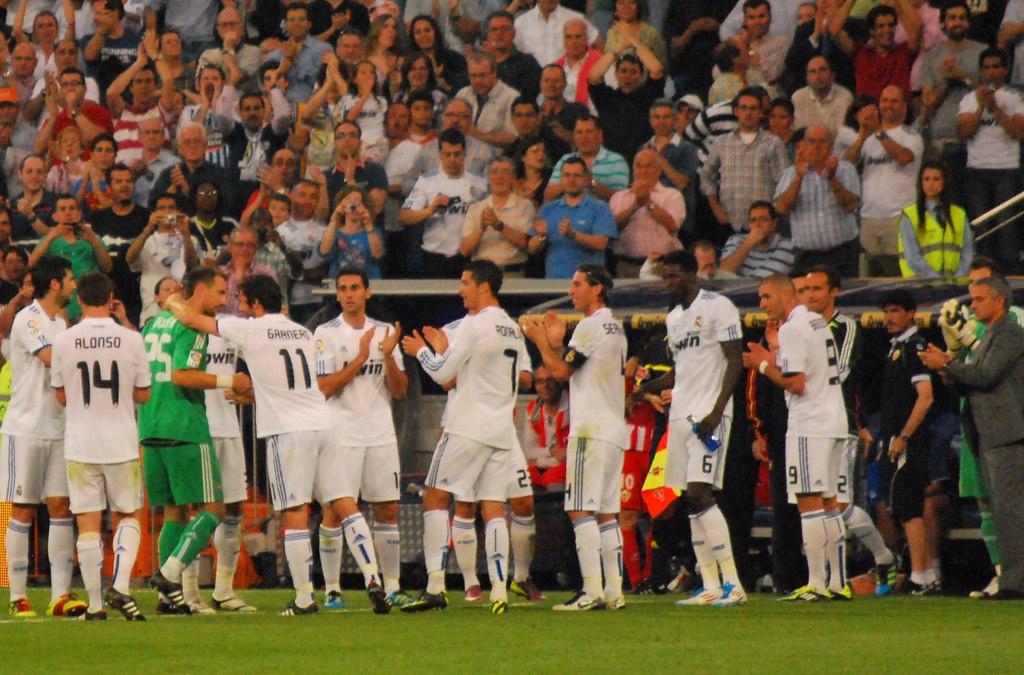
Los jugadores del Real Madrid homenajeando a Dudek

El 21 de mayo de 2011, Jerzy Dudek deja el Real Madrid. Ese día juega sus últimos minutos como madridista en el último partido del Real Madrid C. F. en la temporada 2010/2011 contra la U.D. Almería. El partido termina con un contundente 8-1 en el Santiago Bernabéu y Dudek solo encaja un gol. Es sustituido por Jesús Fernández a falta de 13 minutos para el final. Al término del partido todo el público y sus compañeros le rinden una gran ovación con la que el polaco deja el Real Madrid C. F. para poder retirarse como futbolista.

## Selección nacional

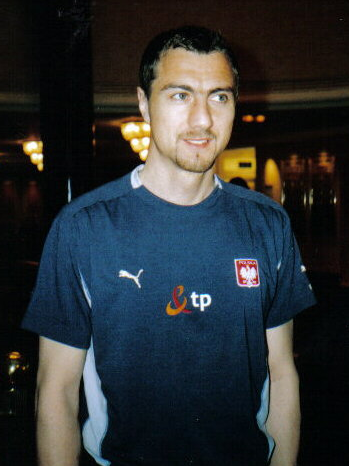
Dudek en una concentración con la Selección de fútbol de Polonia en 2006

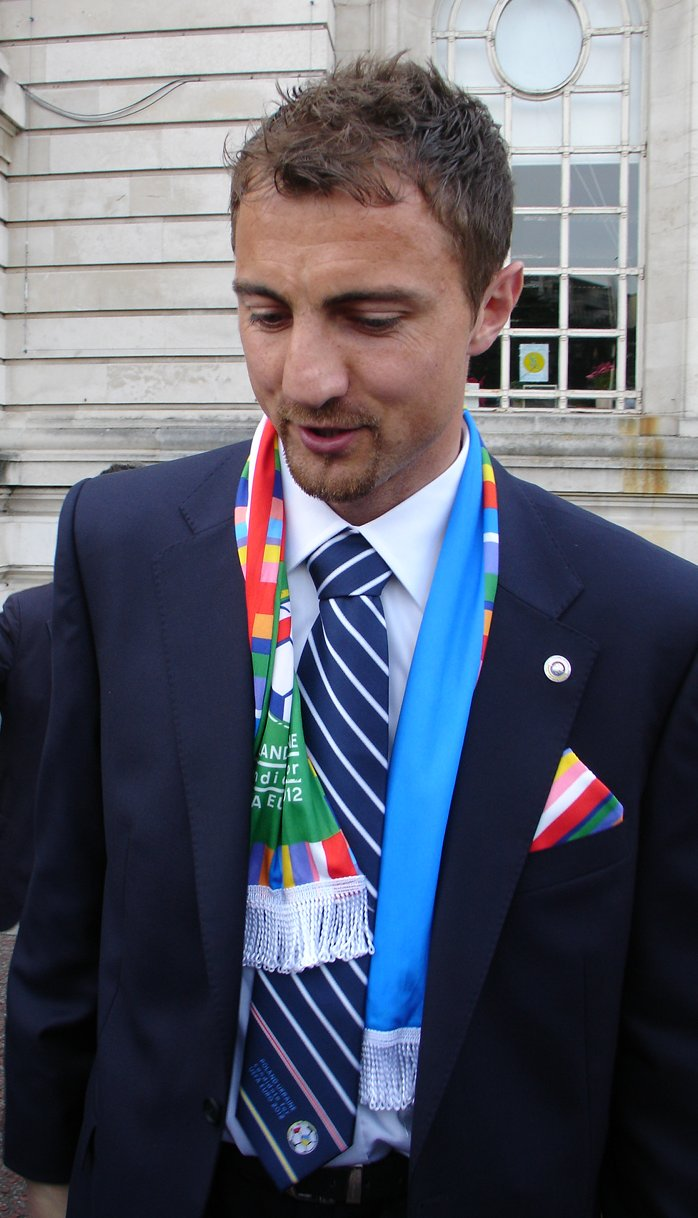
Dudek en una concentración con la Selección de fútbol de Polonia en 2007

Dudek ha sido internacional con la selección de Polonia en 60 ocasiones. Recibió su primera convocatoria en 1996 como suplente durante un partido de exhibición contra Rusia en Moscú, y ganó su primer partido en febrero de 1998, en otro amistoso, contra Israel. También fue capitán del equipo en un amistoso contra Estonia. Jugó nueve de los diez partidos en las eliminatorias para el Mundial de Corea y Japón. Polonia terminó primera de su grupo, y se inició en la fase final de la Copa Mundial de Fútbol de 2002, con dos derrotas; frente a los anfitriones Corea del Sur por 2-0 y con la Portugal por 4-0; esta última certificó la eliminación del equipo nacional. En el tercer partido, en el cual Dudek no jugó, Polonia consiguió una victoria frente a los Estados Unidos por 3-1.
También jugó en siete de los diez partidos de su país en las eliminatorias para la Copa Mundial de 2006, sin embargo, no consiguió formar parte de la plantilla que jugó la Copa Mundial de Fútbol de 2006 debido a la falta de continuidad que experimentaba en su club al momento de la convocatoria. El 15 de mayo de 2006, la federación de fútbol de Polonia dio a conocer la lista de 23 jugadores convocados para el mundial de ese mismo año; en dicha lista en el que fuera técnico de Polonia por 3 años Paweł Janas descartó a Dudek y al delantero Tomasz Frankowski, situación que generó polémica en su país ya que ambos jugadores habían estado en plano del fútbol internacional, Dudek había sido fundamental para que el Liverpool consiguiera su quinta Liga de Campeones en 2005 y Frankowski fue el goleador de la selección de Polonia en las eliminatorias con siete goles.
En su momento el entonces seleccionador se defendió dando las siguientes declaraciones a la prensa de su país:

«Es mi decisión y yo cargaré con la responsabilidad, él (Dudek) es un gran arquero, pero que jugó muy pocos partidos y necesitamos arqueros con ritmo.»

Después de la Copa del Mundo 2006, Dudek volvió al equipo nacional para jugar en dos partidos internacionales bajo el mando del nuevo entrenador Leo Beenhakker, el primero fue un amistoso que terminó con una derrota 0-2 frente a Dinamarca y el segundo con una derrota por 1-3 ante Finlandia en casa por un partido de clasificación de la Eurocopa 2008, para ese momento Dudek era suplente en el Real Madrid y quería dejar el equipo buscando opciones que le permitieran tener regularidad, pero no hubo ningún movimiento en el mercado de 2008, finalmente no fue convocado para la disputa de la Eurocopa. En septiembre de 2009 fue convocado por el técnico interino Stefan Majewski, para disputar dos partidos de eliminatorias para la Copa Mundial de 2010, el primero contra la República Checa, y el segundo frente a Eslovaquia. Después de estar en el banquillo durante el primer partido en Praga, Dudek participó intermitentemente, finalmente Polonia no consiguió clasificarse a la cita mundialista en Sudáfrica.
Jugó su último partido oficial con la selección polaca, su partido número 59, este último el 14 de octubre, en el juego de la competencia final, de Polonia antes de la Eurocopa 2012: en un partido que se jugó con mucha nieve y delante de un Estadio de Silesia casi vacío en Chorzów, en ese partido no pudo mantener su arco en cero debido al gol en propia meta de Seweryn Gancarczyk, ese partido Polonia perdió 0-1. Dudek jugó su último partido internacional el 4 de junio de 2013, contra Liechtenstein: fue capitán del equipo, llevó el número 60 en su camiseta y salió justo antes del descanso.

### Participaciones en Copas del Mundo
| Copa              | Sede                | Resultado    | Partidos | Goles |
| ----------------- | ------------------- | ------------ | -------- | ----- |
| Copa Mundial 2002 | Corea del Sur Japón | Primera fase | 2        | -6    |

## Estadísticas

### Clubes
| Club | Div.          | Temporada     | Liga  | Liga  | Copas nacionales(1) | Copas nacionales(1) | Copa de la Liga | Copa de la Liga | Torneos internacionales(2) | Torneos internacionales(2) | Total | Total |
| Club | Div.          | Temporada     | Part. | Goles | Part.               | Goles               | Part.           | Goles           | Part.                      | Goles                      | Part. | Goles |
| --- | ------------- | ------------- | ----- | ----- | ------------------- | ------------------- | --------------- | --------------- | -------------------------- | -------------------------- | ----- | ----- |
| Sokół Tychy · Polonia | 1.ª           | 1995-96       | 15    | 0     | —                   | —                   | —               | —               | —                          | —                          | 15    | 0     |
| Feyenoord · Países Bajos | 1.ª           | 1996-97       | 0     | 0     | —                   | —                   | —               | —               | —                          | —                          | 0     | 0     |
| Feyenoord · Países Bajos | 1.ª           | 1997-98       | 34    | 0     | —                   | —                   | —               | —               | 2                          | 0                          | 36    | 0     |
| Feyenoord · Países Bajos | 1.ª           | 1998-99       | 34    | 0     | —                   | —                   | —               | —               | —                          | —                          | 34    | 0     |
| Feyenoord · Países Bajos | 1.ª           | 1999-00       | 34    | 0     | 1                   | 0                   | —               | —               | 6                          | 0                          | 41    | 0     |
| Feyenoord · Países Bajos | 1.ª           | 2000-01       | 34    | 0     | —                   | —                   | —               | —               | 8                          | 0                          | 42    | 0     |
| Feyenoord · Países Bajos | 1.ª           | 2001-02       | 3     | 0     | —                   | —                   | —               | —               | —                          | —                          | 3     | 0     |
| Feyenoord · Países Bajos | Total club    | Total club    | 139   | 0     | 0                   | 0                   | 10              | 0               | 16                         | 0                          | 156   | 0     |
| Liverpool F. C. Inglaterra | 1.ª           | 2001-02       | 35    | 0     | 2                   | 0                   | 0               | 0               | 12                         | 0                          | 49    | 0     |
| Liverpool F. C. Inglaterra | 1.ª           | 2002-03       | 30    | 0     | 2                   | 0                   | 2               | 0               | 11                         | 0                          | 45    | 0     |
| Liverpool F. C. Inglaterra | 1.ª           | 2003-04       | 30    | 0     | 3                   | 0                   | 1               | 0               | 4                          | 0                          | 38    | 0     |
| Liverpool F. C. Inglaterra | 1.ª           | 2004-05       | 24    | 0     | 1                   | 0                   | 6               | 0               | 10                         | 0                          | 41    | 0     |
| Liverpool F. C. Inglaterra | 1.ª           | 2005-06       | 6     | 0     | 0                   | 0                   | 0               | 0               | 0                          | 0                          | 6     | 0     |
| Liverpool F. C. Inglaterra | 1.ª           | 2006-07       | 2     | 0     | 1                   | 0                   | 2               | 0               | 1                          | 0                          | 6     | 0     |
| Liverpool F. C. Inglaterra | Total club    | Total club    | 127   | 0     | 9                   | 0                   | 11              | 0               | 38                         | 0                          | 184   | 0     |
| Real Madrid C. F. · España | 1.ª           | 2007-08       | 1     | 0     | 4                   | 0                   | —               | —               | 0                          | 0                          | 5     | 0     |
| Real Madrid C. F. · España | 1.ª           | 2008-09       | 0     | 0     | 2                   | 0                   | —               | —               | 1                          | 0                          | 3     | 0     |
| Real Madrid C. F. · España | 1.ª           | 2009-10       | 0     | 0     | 2                   | 0                   | —               | —               | 0                          | 0                          | 2     | 0     |
| Real Madrid C. F. · España | 1.ª           | 2010-11       | 1     | 0     | 0                   | 0                   | —               | —               | 1                          | 0                          | 2     | 0     |
| Real Madrid C. F. · España | Total club    | Total club    | 2     | 0     | 8                   | 0                   | 0               | 0               | 2                          | 0                          | 12    | 0     |
| Total carrera | Total carrera | Total carrera | 283   | 0     | 17                  | 0                   | 11              | 0               | 56                         | 0                          | 368   | 0     |
| (1) Incluye datos de la Copa de los Países Bajos (1999-00), FA Cup (2001-07) y Copa del Rey (2007-10). (2) Incluye datos de la Liga de Campeones (1997-11) y Copa de la UEFA (2002-04). |               |               |       |       |                     |                     |                 |                 |                            |                            |       |       |

### Selección nacional
| Selección          | Año   | Partidos | Goles |
| ------------------ | ----- | -------- | ----- |
| Absoluta · Polonia | 1998  | 1        | -1    |
| Absoluta · Polonia | 1999  | 1        | -2    |
| Absoluta · Polonia | 2000  | 7        | -7    |
| Absoluta · Polonia | 2001  | 10       | -10   |
| Absoluta · Polonia | 2002  | 6        | -13   |
| Absoluta · Polonia | 2003  | 11       | -8    |
| Absoluta · Polonia | 2004  | 11       | -11   |
| Absoluta · Polonia | 2005  | 6        | -1    |
| Absoluta · Polonia | 2006  | 5        | -7    |
| Absoluta · Polonia | 2009  | 1        | -1    |
| Absoluta · Polonia | 2013  | 1        | 0     |
| Total              | Total | 60       | -61   |

## Palmarés

### Campeonatos nacionales
| Título                        | Club              | País         | Año  |
| ----------------------------- | ----------------- | ------------ | ---- |
| Eredivisie                    | Feyenoord         | Países Bajos | 1999 |
| Supercopa de los Países Bajos | Feyenoord         | Países Bajos | 1999 |
| Copa de la Liga               | Liverpool F. C.   | Inglaterra   | 2003 |
| FA Cup                        | Liverpool F. C.   | Inglaterra   | 2006 |
| Community Shield              | Liverpool F. C.   | Inglaterra   | 2006 |
| Campeonato de Liga            | Real Madrid C. F. | España       | 2008 |
| Supercopa de España           | Real Madrid C. F. | España       | 2008 |
| Copa del Rey                  | Real Madrid C. F. | España       | 2011 |

### Campeonatos internacionales
| Título              | Club            | Sede     | Año  |
| ------------------- | --------------- | -------- | ---- |
| Liga de Campeones   | Liverpool F. C. | Estambul | 2005 |
| Supercopa de Europa | Liverpool F. C. | Mónaco   | 2005 |

### Distinciones individuales
| Distinción                          | Año        |
| ----------------------------------- | ---------- |
| Portero del año en los Países Bajos | 1999, 2000 |
| Futbolista del año en Polonia       | 2000       |
| Bota de Oro en los Países Bajos     | 2000       |
| Premio Alan Hardaker                | 2003       |

## Vida personal
Dudek se casó con Mirella Dudek en 1996, tienen tres hijos, un hijo Aleksander, y dos hijas, Victoria y Natalia. Su hermano menor Dariusz Dedek también fue jugador de fútbol, retirándose en el Odra Wodzislaw.